# Roger Wehrli
Roger Wehrli (* 26. November 1947 in New Point, Missouri, USA) ist ein ehemaliger US-amerikanischer American-Football-Spieler. Er spielte als Cornerback in der National Football League (NFL) bei den St. Louis Cardinals.

## Jugend
Roger Wehrli wurde in New Point geboren, wuchs aber in King City, Missouri auf. Er besuchte dort die High School. Neben American Football spielte er Basketball und war auch als Leichtathlet aktiv. In allen drei Sportarten wurde er von seiner Schule mehrfach aufgrund seiner sportlichen Leistungen ausgezeichnet.

## Spielerlaufbahn

### Collegekarriere
Wehrli studierte von 1966 bis 1968 an der University of Missouri und spielte für die „Missouri Tigers“ Football. Er lief in der Defense der Mannschaft auf und spielte dort als Cornerback. In den Jahren 1966 und 1967 wurde er in die Auswahlmannschaft der Big-Eight-Conference gewählt. Zudem war er im Jahr 1968 Abwehrspieler des Jahres in der Liga und wurde im gleichen Jahr zum All-American gewählt. 1968 konnte er sich mit seinem Team für den Gator Bowl qualifiziert. Gegner in dem Spiel war die University of Arizona, die mit 35:10 geschlagen wurde. In allen drei Studienjahre wurde Wehrli von seinem College für seine sportlichen Leistungen ausgezeichnet. Seine Rückennummer 23 wird dort nicht mehr vergeben.

### Profikarriere
Roger Wehrli wurde im Jahr 1969 von den St. Louis Cardinals in der ersten Runde an 19 Stelle gedraftet. Bereits in seinem Rookiejahr konnte sich Wehrli als Starter durchsetzen. Neben Cornerback spielte Wehrli auch als Punt Returner. Einen Meistertitel konnte Wehrli mit den Cardinals nicht gewinnen. In den Jahren 1974, 1975 und 1982 konnte er mit seinem Team in die Play-offs einziehen. 1974 gelang es ihm im Play-off-Spiel gegen die Minnesota Vikings einen Pass von Quarterback Fran Tarkenton abzufangen, die Cardinals verloren aber trotzdem mit 30:14. Die Cardinals schieden auch 1975 und 1982 in der ersten Runde aus. Nach 193 Spielen bei den Cardinals beendete Wehrli nach der Saison 1982 seine Laufbahn.

## Nach der NFL
Wehrli ist verheiratet und hat zwei Kinder. Er lebt heute als Geschäftsmann in St. Charles, Missouri.

## Ehrungen
Roger Wehrli wurde siebenmal zum Pro Bowl gewählt, dem Abschlussspiel der besten Spieler einer Saison. Sechsmal erfolgte die Wahl zum All-Pro. Er ist Mitglied in der St. Louis Sports Hall of Fame, in der Missouri Football Hall of Fame, in der Pro Football Hall of Fame, in der College Football Hall of Fame und im NFL 1970s All-Decade Team. Die
Arizona Cardinals ehren ihn im University of Phoenix Stadium auf dem Ring of Honor.